# نشخوارکنندگان بی‌شاخ
نشخوارکنندگان بی‌شاخ (به لاتین: Gelocidae) یک گروه منقرض‌شده از نشخوارکنندگان بدون شاخ هستند که تخمین زده می‌شود در دوران ائوسن و الیگوسن، از ۳۶ تا ۶ میر پیش زندگی می‌کردند. این خانواده به‌طور کلی شامل نشخوارکنندگان بدون شاخ منقرض‌شده‌است که به خانواده‌های مشابهی مانند Moschidae (گوزن مشک) یا Tragulidae تعلق ندارند. فسیل‌های خانواده «نشخوارکنندگان بی‌شاخ» در اروپا، آسیا، آفریقا و آمریکای شمالی کشف شده‌است.

## ویژگی
اعضای خانواده «نشخوارکنندگان بی‌شاخ»، جفت‌سمان پابلند بودند که برای دویدن و چرا سازگاری یافته بود. نشخوارکنندگان بی‌شاخ احتمالاً نیای مشترک نزدیکی با آهوان ختن دارند و اندازه و شکل مشابهی داشتند. آنها دارای دندان و تناسب مشابهی با اعضای آهوان ختن بودند، اما بدون عاج‌های شمشیرمانند آهوی مشک مدرن بودند.